# La Reforma, Tempoal
La Reforma är en ort i Mexiko.   Den ligger i kommunen Tempoal och delstaten Veracruz, i den sydöstra delen av landet, 240 km norr om huvudstaden Mexico City. La Reforma ligger 54 meter över havet och antalet invånare är 247.
Terrängen runt La Reforma är platt. Runt La Reforma är det ganska glesbefolkat, med 34 invånare per kvadratkilometer. Närmaste större samhälle är Tanquián de Escobedo, 7,3 km nordväst om La Reforma. Trakten runt La Reforma består till största delen av jordbruksmark.